# Association internationale de minéralogie
Pour les articles homonymes, voir AIM et IMA.
L'Association internationale de minéralogie (AIM, ou IMA pour l'anglais International Mineralogical Association) est une association à but non lucratif créée en 1958, membre de l'Union internationale des sciences géologiques. Sa mission principale est de promouvoir la coopération internationale dans les sciences minéralogiques et renforcer la présence de la communauté minéralogique parmi les groupes internationaux s'occupant des sciences de la Terre.
Les activités de l’IMA sont réglées par ses statuts. Les huit commissions, les cinq groupes de travail et le comité de l’IMA sont impliqués dans un large éventail d'initiatives minéralogiques d'intérêt direct pour les gouvernements, les industries et les universités. Le Conseil de l’IMA se réunit chaque année parallèlement à une réunion internationale. Des conseillers et des responsables des groupes de travail des commissions sont élus au cours de la réunion préparatoire de l'assemblée générale de l’IMA, qui se tient tous les quatre ans.
L'IMA est l'association internationale au sein de laquelle la CNMNC (Commission on New Minerals, Nomenclature and Classification), qui résulte du regroupement de la CNMN (Commission on New Minerals and Minerals Names) et de la CAM (Commission on Applied Mineralogy), étudie la validité des publications de nouvelles espèces minérales, celle des espèces déjà publiées et connues, discrédite les espèces douteuses ou faisant doublon, etc.
En dehors des publications émanant directement de l'IMA, le Fleischer’s Glossary of Mineral Species, édité tous les quatre ans par The Mineralogical Record Inc., donne la liste des espèces minérales reconnues valides par l’IMA, via la CNMNC. Cette liste exclut les noms de variétés, les appellations fantaisistes ou commerciales, les noms désuets ou discrédités.
L’IMA informe régulièrement de ses activités les sociétés et groupes minéralogiques nationaux qui la soutiennent au travers de rapports et bulletins.